# 541200 Komjádibéla
541200 Komjádibéla è un asteroide della fascia principale. Scoperto nel 2008, presenta un'orbita caratterizzata da un semiasse maggiore pari a 2,9816913 au e da un'eccentricità di 0,0551398, inclinata di 8,90991° rispetto all'eclittica.